# البطلات
البطلات (باللاتينية: Heroides) أو رسائل البطلات (بالإنجليزية: Epistulae Heroidum)، هي عبارة عن مجموعة من خمسة عشر قصيدة رسائلية نظمها أوفيد في مقاطع رثائية لاتينية وعرضها كما لو كتبت من مجموعة من البطلات من الأساطير اليونانية والرومانية قدمنها لعشاقهن الأبطال أساؤوا لهن أو أهملوهن، أو تخلوا عنهن. مجموعة أخرى من ستة قصائد تعرف باسم قصائد البطلات المزدوجة – ويوضع ترتيبها من 16 إلى 21 في الطبعات الحديثة – يتبع هذه الرسائل الفردية وتعرض ثلاثة تبادلات منفصلة من الرسائل المقترنة: واحدة من كل من لبطل محب إلى حبيبته الغائبة ومن البطلة في المقابل.
يمكن القول أنه يعتبر من أكثر أعمال أوفيد تأثيرا. يزعم أوفيد في الكتاب الثالث من قصيدة رس أماتوريا، أنه كتب هذه القصائد الرسائلية الخيالية من منظور البطلات بدلا من منظور الشخص الأول، وبهذا خلق نوع أدبيا جديدا تماما. قدم أوفيد أجزاء من إنتاجه الشعري كمواد مناسبة لجمهوره الذي يتألف من النساء الرومانيات. أما الحجم الكامل للعمل الأصلي فهو نقطة خلاف بين الباحثين.